# Craugastor glaucus
Espèce
Synonymes
- Eleutherodactylus glaucus Lynch, 1967

Statut de conservation UICN

 EN  : En danger
Craugastor galacticorhinus est une espèce d'amphibiens de la famille des Craugastoridae.

## Répartition
Cette espèce est endémique du Chiapas au Mexique. Elle se rencontre à 2 100 m d'altitude à San Cristobal de las Casas.

## Publication originale
- Lynch, 1967 : Two new species of Eleutherodactylus from Guatemala and Mexico (Amphibia: Leptodactylidae). Transactions of the Kansas Academy of Science, vol. 70, p. 177-183.